# Thomas Wynford Rees
Thomas Wynford Rees, britanski general, * 1898, † 1959.